# Jaboticabal Atlético
Il Jaboticabal Atlético, noto anche semplicemente come Jaboticabal, è una società calcistica brasiliana con sede nella città di Jaboticabal, nello stato di San Paolo.

## Storia
Il club è stato fondato il 30 aprile 1911. Ha vinto il Campeonato Paulista Segunda Divisão nel 1989 e nel 1996, e il Campeonato Paulista Série A3 nel 1990.

## Palmarès

### Competizioni statali
- Campeonato Paulista Série A3: 1

1990
- Campeonato Paulista Segunda Divisão: 2

1989, 1996